# フェンダー・エレクトリックマンドリン
フェンダー・エレクトリックマンドリンは、アメリカの楽器メーカーであるフェンダー社がかつて製造、販売していたマンドリンである。

## 概要

フェンダー・エレクトリックマンドリンの外観

テレキャスター、ストラトキャスター、プレシジョンベースと立て続けにエレクトリックギターやエレクトリックベースを市場に投入してきたフェンダーは、1956年にストラトキャスターのボディ材をアッシュからアルダーに変更したが、その仕様変更と同時に入門機種である「デュオソニック」、「ミュージックマスター」と共に毛色の違った製品を開発、登場させた。それがこの「エレクトリックマンドリン」である。
当時のフェンダーの主要な音楽市場であったカントリーミュージックやブルーグラスを主眼に置いた製品であったが、フェンダーらしく随所に革新的な部分を盛り込んだものとなっていた。まずボディは通常のマンドリンのようにボディ内に空洞を持たせない、ストラトキャスター等と同様の一枚板によって構成されるソリッドボディを採用し、専用に開発されたシングルコイルピックアップによってアンプで出力するというものであった。そしてブリッジはエレクトリックギターに使用されるものに準じた独自のパーツを採用している。なにより変わっていたのは、チューニングこそ通常のマンドリンと共通ながら、弦の貼り方が一般的なマンドリンでは2弦1コースの複弦となっているが、このエレクトリックマンドリンでは4弦の単弦 となっていたことである。この為この楽器自体の出音は一般的なマンドリンとは異なる、独特の音色となる。
革新的な仕様を盛り込んだエレクトリック・マンドリンであったが販売数は振るわず、生産数は少なかった。ピックガードの材質変更などの小規模な変更を受けながらフェンダーがCBSに買収された後も継続生産されたが、1976年に製造を打ち切っている。
その後CBSがフェンダーを手放し、新たな経営陣の元で再開したフェンダーで立ち上げられた「フェンダー・カスタムショップ」で時折製造されることがあるが、現段階でレギュラーシリーズでは再生産されることは無い。
2013年Fender Acoustic から Mandostrato という名で4弦のものと8弦のものが限定発売された。　

## 設計

### ボディ
ボディはアルダーまたはポプラ。ストラトキャスターを意識したようなダブルカッタウェイとなっている。

### ネック
ネックはストラトキャスターに準じたメイプルで、指板まで一体化した1ピースネックとなっている。ヘッドの形状はストラトキャスターに近似するが、4弦サイズに合わせて小型にアレンジされている。フレットは当時のフェンダー製品には無かった24フレットとなっている。

### 電装系
ピックアップは専用に開発されたシングルコイルピックアップが1基で、コントロールはマスターボリュームとマスタートーンのみで、その他のスイッチ類は存在しない。

### ハードウェア
ピックガードは当初表面処理を施した金色のアノダイズドアルミニウムであったが、後に鼈甲柄の樹脂製に変更された。ブリッジはテレキャスターと同様の2弦ずつ分割された円柱形サドルとなっており、弦高調整とオクターブ調整が可能となっている。

## その他
エリック・クラプトンの個人的なギターコレクションの中に1957年製のエレクトリックマンドリンが存在した。このエレクトリックマンドリンは2004年にエリック・クラプトンがカリブ海に開設した薬物依存とアルコール依存の更生施設「クロスロードセンター」の運営資金を集めるためにニューヨークのクリスティーズオークションに出品し、エリック・クラプトンにとって最も重要なギターであるストラトキャスター「ブラッキー」や、ヤードバーズ時代に購入したギブソン・ES-335などと共に手放している。
リッケンバッカー社、ギブソン社など他のエレキギターメーカーが製造したエレクトリックマンドリンについては英語版Electric mandolinを参照。